# Fremdunterbringung
Die Fremdunterbringung (auch Fremdplatzierung) bezeichnet einen Begriff aus der Kinder- und Jugendhilfe und bedeutet die Unterbringung eines oder mehrerer noch minderjähriger Kinder außerhalb der eigenen Familie.

## Situation in Deutschland

### Arten der Fremdunterbringung

Kinderheim Sülz, 1914

In Abhängigkeit vom unmittelbaren erzieherischen Bedarf, vom Wohl des Kindes, und von weiteren familiären Parametern stehen verschiedene konkrete Maßnahmen der Fremdunterbringung zur Verfügung.
Im Allgemeinen sind dies
- Pflegefamilien (§ 33 SGB VIII),
- Wohngruppen im Sinne der modernen Heimerziehung (§ 34 SGB VIII Heimerziehung, sonstige betreute Wohnform),
- Geschlossene Heimunterbringung (in Verbindung mit § 1631b BGB),
- für ältere Jugendliche betreute Wohnformen
- Hilfe für junge Erwachsene (zwischen 18 und 21 Jahren).

Im weiteren Sinne gilt auch die (kurzfristige) Inobhutnahme von Kindern und Jugendlichen von Kindernotdiensten über eine Nacht hinaus als Fremdunterbringung (§ 42 SGB VIII Inobhutnahme von Kindern und Jugendlichen).

### Voraussetzungen
Voraussetzung für eine Fremdunterbringung ist, entweder die Feststellung des erzieherischen Bedarfs seitens des Jugendamtes im Hilfeplanverfahren der Hilfen zur Erziehung und der gegebenen Einwilligung der sorgeberechtigten Eltern, oder die Entscheidung eines Familiengerichtes über den Entzug der elterlichen Sorge und Übertragung auf einen Vormund.
Letzteres benötigt nicht die Einwilligung der Eltern, wobei hier aber eine massive Kindeswohlgefährdung vorliegen muss, wie sie bei starker Vernachlässigung, Misshandlung oder Missbrauch gegeben ist.

### Fremdunterbringung als ultima ratio
Dies heißt aber nicht im Umkehrschluss, dass bei Kindeswohlgefährdung immer eine Fremdunterbringung dem weiteren Kindeswohl am dienlichsten ist, das Familiengericht kann auch eine andere Maßnahme der Jugendhilfe anordnen, bzw. der Fremdunterbringung Vorrang einräumen.
Insofern stellt die Fremdunterbringung das letzte wirksame Instrument des Staates dar, das Recht der körperlichen und seelischen Unversehrtheit eines Kindes als dessen grundlegende Bedürfnisse nach Erziehung und Bildung zu sichern. Weshalb er sich bezüglich der Inobhutnahme (§ 42 SGB-VIII) auch in der Pflicht sieht.

### Schmerzensgeld und Schadensersatz bei grundlosem Kindesentzug
Im Fall der Familie von Conny und Josef Haase wurden den Eltern 53.000 Euro zugesprochen aufgrund eines Verstoßes gegen Artikel 8 EMRK. In der Zeit der Fremdunterbringung hatten sie ihre Kinder nicht einmal sehen können (EGMR, Beschwerde Nr. 11057/02 Haase/Deutschland, 8. April 2004).
2009 wurde Eltern vom Landgericht München I 20.000 Euro Schadensersatz zugesprochen. Ein Kindergarten in München hatte dem Jugendamt München gemeldet, dass die Tochter ein blaues Auge hatte. Die Ärzte der Haunerschen Kinderklinik erklärten, Ursache der Verletzung könne nur eine Kindesmisshandlung sein. Das Mädchen wird daraufhin den Eltern entzogen. Die völlig aufgelösten Eltern wurden in Begleitung der Polizei in die Psychiatrie gebracht, nachdem der Vater der fünfköpfigen Familie in seiner Verzweiflung gedroht hatte, er werde sich umbringen. Das Kind beteuerte in den vier Wochen der Fremdunterbringung, dass es sich an einer Türe gestoßen habe. Im Prozess gegen das Klinikum stellte der gerichtliche Sachverständige fest, dass die Verletzung zur Unfallschilderung der Eltern passt. Ein Anhalt für eine Kindesmisshandlung ergab sich nicht. Die Ludwig-Maximilians-Universität München als Trägerin der Haunerschen Kinderklinik wurde zur Zahlung von Schmerzensgeld in Höhe von 20.000 Euro verurteilt, wobei dem Mädchen 10.000 Euro und den Eltern jeweils 5.000 Euro zugesprochen wurden (Landgericht München I, 7. Januar 2009, Az. 9 O 20622/06).
2012 stellte der Verfassungsgerichtshof des Freistaates Sachsen in Leipzig fest, dass erzwungener Elternverlust traumatisiere und psychische Misshandlung darstelle, die zivilrechtliche (und strafrechtliche) Relevanz habe (Verfassungsgerichtshof des Freistaats Sachsen, Beschluss vom 19. Juli 2012, Az. Vf. 68-IV-11). Das Gericht blieb „... daher bei der Feststellung, wie sie auch das Landgericht München in einem klägerseits zitierten Urteil vom 07.01.2009 (Az: 9 O 20622/06) getroffen hat, dass das Herausreißen des Kindes aus der familiären Umgebung und die nahezu vollständige Trennung des Kleinkindes von seinen Eltern mutmaßlich zum Schlimmsten gehört, was dem Kind aus seiner subjektiven Kleinkindsicht heraus widerfahren kann.“ Hintergrund der Inobhutnahme war ein elterlicher Streit, bei dem Möbel aus dem Fenster geworfen worden waren. Die vierjährige Tochter war in Obhut genommen worden. Der Familie wurden 10.000 € Schmerzensgeld zugesprochen.
2013 beschloss das Oberlandesgericht Dresden, das Jugendamt müsse wegen unzureichender Sachverhaltsermittlung Schadensersatz leisten. Dem Mädchen, das im Alter von 1,5 Jahren seinen Eltern für drei Monate zu Unrecht entzogen wurde, wurde 7000 € Schmerzensgeld zugestanden, weil es durch sein geringeres Alter den Entzug noch nicht so intensiv habe wahrnehmen konnte (Oberlandesgericht Dresden, Urteil vom 30. April 2013, Az. 1 U 1306/10). Hier hatte eine Meldung der Tagesmutter vorgelegen. Die Mitarbeiter des Jugendamtes der Beklagten hatten zunächst unzureichend und unvollständig den für einen Antrag auf Sorgerechtsentzug relevanten Sachverhalt ermittelt.
Ein Elternpaar aus Fußgönheim forderte 2015 wegen der unrechtmäßen Wegnahme von zwei Kindern (6 und 18 Monate) mindestens 80.000 Euro Schadensersatz von der Gutachterin und vorgeblichen Spezialistin für Kinder mit Gewalterfahrungen des Rechtsmedizinischen Instituts an der Universität Mainz. Sie hatte bestätigt, dass eine Misshandlung „äußerst wahrscheinlich“ sei, ohne die Kinder je gesehen zu haben. Die Forensische Ambulanz für Opfer häuslicher Gewalt wurde „gerade wegen der Problematik zahlreicher nicht-diagnostizierter Misshandlungs- und Missbrauchsfälle“ eingerichtet. Die Kinder hatten aufgrund eines benignen Hydrocephalus (Wasserkopf) die Problematik, dass geringste Erschütterungen Blutgerinnsel auslösen. Damit schied die gutachterliche Ferndiagnose von Schütteltrauma aus. Das Oberlandesgericht Koblenz sprach die Gutachterin 2016 von der Haftung frei und sah das Jugendamt und somit den Rhein-Pfalz-Kreis verantwortlich (Oberlandesgericht Koblenz, Urteil vom 18. März 2016, Az. 1 U 832/15).
In einem Beschluss des Verfassungsgerichts Brandenburg von 2016 ging es um die Gewährung von Prozesskostenhilfe wegen eines entsprechenden Amtshaftungsverfahrens am Amtsgericht Nauen. Im Dezember 2013 begehrten die Eltern beim Landgericht Potsdam erhobenen Klage vom Landkreis Havelland Schadensersatz und Schmerzensgeld aufgrund einer Pflichtverletzung im Zusammenhang mit der Einleitung des familiengerichtlichen Verfahrens, das zur Inpflegenahme geführt hatte. Die Gewährung von Prozesskostenhilfe wurde abgelehnt, da die beabsichtigte Rechtsverfolgung keine Aussicht auf Erfolg versprach.
Im Februar 2018 berichtete ein Rechtsanwalt in Bezug auf einen anderen Fall über eine einvernehmliche Zahlung von 24.000 Euro Schmerzensgeld und der Zahlung der Rechtsanwaltskosten. Die Eltern hatten ihren zu Unrecht in Obhut genommenen Sohn innerhalb von elf Monaten kaum gesehen.

## Situation in der Schweiz
In der Schweiz sind Familienplatzierungs-Organisationen (FPO), das sind private Organisationen bzw. freie Träger, die im Auftrag von staatlichen Stellen Kinder in Pflegefamilien platzieren, an der Fremdunterbringung beteiligt.
An der historischen Ausgestaltung von Fremdplatzierungen mehrte sich die Kritik. Die Website Gesichter der Erinnerung dokumentiert seit Herbst 2022 fürsorgerische Zwangsmassnahmen und Fremdplatzierungen in der Schweiz.
Nach dem Bundesgesetz über die Aufarbeitung der fürsorgerischen Zwangsmassnahmen und Fremdplatzierungen vor 1981 (AFZFG) aus dem Jahr 2017, das auf eine öffentliche Wiedergutmachungsinitiative zurückgeht, sind Kinder, die zunächst behördlich bei einer Pflegefamilie fremdplatziert und später durch die Pflegeeltern der gleichen Familie adoptiert wurden, auch noch nach der Adoption von einer Fremdplatzierung im Sinne von Art. 2 lit. b AFZFG betroffen und entschädigungsberechtigt.